# 田中雅一
田中 雅一（たなか まさかず、1955年3月 - ）は、日本の文化人類学者。南アジアを研究対象とし、宗教、暴力、軍隊、ジェンダー論やセックスの問題について論じる。1986年、Sacrifice and Power: Hindu Temple Rituals and Village Festivals in a Fishing Village, Sri Lankaでロンドン大学より博士（人類学）の学位取得。京都大学名誉教授。国際ファッション専門職大学副学長・教授。日本文化人類学会名誉会員。

## 略歴
- 和歌山県和歌山市生まれ。県立桐蔭高等学校卒業
- 1978年 - 東北大学文学部宗教史・宗教学専攻卒業
- 1980年 - 同大学院文学研究科修士課程修了
- 1986年 - ロンドン大学経済政治学院 (LSE) 修了。Ph.D. (Anthropology)。国立民族学博物館助手
- 1988年 - 京都大学人文科学研究所助教授
- 2004年 - 同教授
- 2019年 - 国際ファッション専門職大学国際ファッション学部（大阪キャンパス）教授

## 受賞・栄典
- 2017年：日本文化人類学会・学会賞受賞。
- 2025年：日本文化人類学会・名誉会員。

## 著書
- Patrons, Devotees and Goddesses: Ritual and Power among the Tamil Fishermen of Sri Lanka. New Delhi: Manohar.
- 『供犠世界の変貌 南アジアの歴史人類学』法藏館 2002
- 『癒しとイヤラシ エロスの文化人類学』（双書Zero）筑摩書房 2010
- 『誘惑する文化人類学 コンタクト・ゾーンの世界へ』世界思想社 2018
- 『『私流文化人類学入門　語ったことと書いたこと（1981-2022）』2022　https://hdl.handle.net/2433/277866

### 編著
- 『暴力の文化人類学』（編著）京都大学学術出版会 1998
- 『女神 聖と性の人類学』（編著）平凡社 1998
- 『フェティシズム研究 1 フェティシズム論の系譜と展望』（編著）京都大学学術出版会 2009
- 『フェティシズム研究 2 越境するモノ』（編著）京都大学学術出版会 2014
- 『軍隊の文化人類学』（編著）風響社 2015
- 『フェティシズム研究 3 侵犯する身体』（編著）京都大学学術出版会 2017

### 共編著
- Living with Shakti: Gender, Sexuality and Religion in South Asia ed. with Musashi Tachikawa (SES No. 50) .
- 『植民地主義と人類学』山路勝彦共編 関西学院大学出版会 2002
- 『文化人類学文献事典』小松和彦・谷泰・原毅彦・渡辺公三共編 弘文堂 2004
- 『ジェンダーで学ぶ文化人類学』中谷文美共編 世界思想社 2005
- 『ミクロ人類学の実践 エイジェンシー/ネットワーク/身体』松田素二共編 世界思想社 2006
- 『ジェンダーで学ぶ宗教学』川橋範子共編 世界思想社 2007
- 『南アジア社会を学ぶ人のために』田辺明生共編 世界思想社 2010
- 『コンタクト・ゾーンの人文学』全4巻 晃洋書房

第1巻. Problematique/問題系 船山徹共編 晃洋書房 2011
第2巻. Material Culture/物質文化 稲葉穣共編 晃洋書房 2011
第3巻. Religious Practices/宗教実践 小池郁子共編 晃洋書房 2012
第4巻. Postcolonial/ポストコロニアル 奥山直司共編 晃洋書房 2013
- 『トラウマ研究1 トラウマを生きる』松嶋健共編 京都大学学術出版会 2018
- 『トラウマ研究2 トラウマを共有する』松嶋健共編 京都大学学術出版会 2019
- 『インド・剥き出しの世界』石井美保・山本達也共編 春風社 2021
- 『ジェンダー暴力の文化人類学 家族・国家・ディアスポラ社会』嶺崎寛子共編 昭和堂 2021

### 翻訳
- アデル・ゲティ『イメージの博物誌 30 女神 生ける自然の母』田中典子共訳 平凡社 1995
- ルイ・デュモン『ホモ・ヒエラルキクス カースト体系とその意味』渡辺公三共訳 みすず書房 2001